# La Chapelle-la-Reine
La Chapelle-la-Reine  ist eine französische Gemeinde mit 2.236 Einwohnern (Stand: 1. Januar 2022) im Département Seine-et-Marne in der Region Île-de-France. Sie gehört zum Arrondissement Fontainebleau und zum Kanton Fontainebleau. Die Einwohner nennen sich Chapelains.

## Geographie
La Chapelle-la-Reine liegt 62 Kilometer südöstlich von Paris. Die Gemeinde liegt im Regionalen Naturpark Gâtinais français.
Nachbargemeinden von La Chapelle-la-Reine sind Achères-la-Forêt im Norden, Ury im Norden und Nordosten, Recloses im Nordosten, Villiers-sous-Grez im Osten, Larchant im Süden und Südosten, Amponville im Südwesten, Boissy-aux-Cailles im Westen sowie Le Vaudoué im Nordwesten.
| Le Vaudoué         | Achères-la-Forêt                            | Ury                |
| Boissy-aux-Cailles | Kompassrose, die auf Nachbargemeinden zeigt | Villiers-sous-Grez |
| Amponville         | Larchant                                    |                    |

Durch die Gemeinde führen die Autoroute A6 und die frühere Route nationale 152 (hier auch streckengleich mit der früheren Route nationale 51).

## Bevölkerungsentwicklung
| Jahr      | 1962 | 1968 | 1975 | 1982 | 1990 | 1999 | 2006 | 2012 |
| Einwohner | 803  | 797  | 1100 | 1509 | 2125 | 2781 | 2674 | 2538 |

## Sehenswürdigkeiten

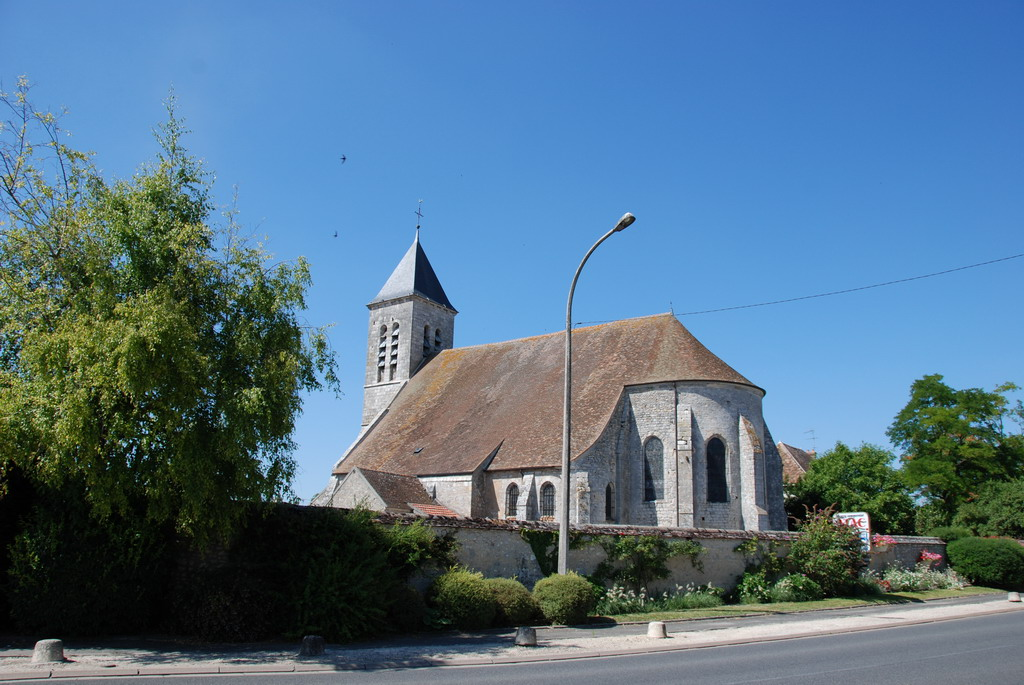
Kirche Sainte-Geneviève

- Die Kirche Sainte-Geneviève ist im 15./16. Jahrhundert als gotischer Bau an der Stelle der kleineren romanischen Kirche aus dem 12. Jahrhundert errichtet worden. Sie ist seit 1862 als Monument historique klassifiziert.
- Reste des Schlosses von La Chapelle-la-Reine, das 1670 und im 19. Jahrhundert zerstört wurde.

## Persönlichkeiten
- Claude Testot-Ferry (1773–1856), Feldmarschall, Bürgermeister von La Chapelle-la-Reine (1816–1830)
- Henry Testot-Ferry (1826–1869), Geologe und Archäologe